# Discographie d'Étienne Daho
 (octobre 2009).
Si vous disposez d'ouvrages ou d'articles de référence ou si vous connaissez des sites web de qualité traitant du thème abordé ici, merci de compléter l'article en donnant les références utiles à sa vérifiabilité et en les liant à la section « Notes et références ».
Cet article détaille la discographie du chanteur Étienne Daho.

## Albums studio
| Année | Album                                 | Classement des ventes | Classement des ventes | Classement des ventes | Certification France |
| Année | Album                                 | France,               | Belgique              | Suisse                | Certification France |
| ----- | ------------------------------------- | --------------------- | --------------------- | --------------------- | -------------------- |
| 1981  | Mythomane                             | —                     | —                     |                       | —                    |
| 1984  | La notte, la notte                    | —                     | —                     | —                     | 2 × Or               |
| 1986  | Pop Satori                            | 5                     | —                     | —                     | Platine              |
| 1988  | Pour nos vies martiennes              | 4                     | —                     | —                     | Platine              |
| 1991  | Paris ailleurs                        | 10                    | —                     | —                     | Platine              |
| 1996  | Eden                                  | 7                     | 8                     | —                     | Or                   |
| 2000  | Corps et Armes                        | 1                     | 3                     | 64                    | Or                   |
| 2003  | Réévolution                           | 5                     | 2                     | 56                    | Or                   |
| 2007  | L'Invitation                          | 2                     | 9                     | 51                    | Platine              |
| 2013  | Les Chansons de l'innocence retrouvée | 3                     | 6                     | 34                    | Platine              |
| 2017  | Blitz                                 | 6                     | 5                     | 23                    | Or                   |
| 2023  | Tirer la nuit sur les étoiles         | 1                     | 1                     | —                     | —                    |

## Albums live
| Année | Album                                                         | Classement des ventes | Classement des ventes | Classement des ventes | Certification France |
| Année | Album                                                         | France                | Belgique              | Suisse                | Certification France |
| ----- | ------------------------------------------------------------- | --------------------- | --------------------- | --------------------- | -------------------- |
| 1989  | Live ED                                                       | 12                    | —                     | —                     | 2 × Or               |
| 1993  | Daholympia                                                    | 3                     | —                     | —                     | 2 × Or               |
| 2001  | Daho Live                                                     | 25                    | 17                    | —                     | —                    |
| 2005  | Sortir ce soir (Best of Live)                                 | 10                    | 10                    | 96                    | Or                   |
| 2009  | Daho Pleyel Paris                                             | 19                    | 22                    | —                     | —                    |
| 2014  | Diskönoir Live                                                | —                     | —                     | —                     | —                    |
| 2021  | Le Condamné à mort (Live au Quartz de Brest, 2010)            | —                     | —                     | —                     | —                    |
| 2024  | Etienne Live (Live à l'Accor Arena, Paris - 22 décembre 2023) | —                     | —                     | —                     | —                    |

## Compilations, coffrets
| Année | Album                | Classement des ventes | Classement des ventes | Classement des ventes | Certification France |
| Année | Album                | France                | Belgique              | Suisse                | Certification France |
| ----- | -------------------- | --------------------- | --------------------- | --------------------- | -------------------- |
| 1987  | Collection           | —                     | —                     | —                     | —                    |
| 1995  | Popzone              | —                     | —                     | —                     | —                    |
| 1998  | Singles              | 3                     | 4                     | —                     | Platine              |
| 2002  | Dans la peau de Daho | —                     | —                     | —                     | —                    |
| 2011  | Monsieur Daho        | 44                    | 34                    | —                     | —                    |
| 2015  | L'Homme qui marche   | 14                    | 17                    | —                     | —                    |
| 2020  | Surf                 | 55                    | 59                    | —                     | —                    |

## Singles classés au Top 50
| Année | Single                                                    | Classement des ventes | Classement des ventes | Album                                 |
| Année | Single                                                    | France,               | Belgique              | Album                                 |
| ----- | --------------------------------------------------------- | --------------------- | --------------------- | ------------------------------------- |
| 1985  | Tombé pour la France                                      | 13                    | —                     | Tombé pour la France/Pop Satori       |
| 1986  | Épaule Tattoo                                             | 39                    | —                     | Pop Satori                            |
| 1987  | Duel au soleil                                            | 17                    | —                     | Pop Satori                            |
| 1988  | Bleu comme toi                                            | 30                    | —                     | Pour nos vies martiennes              |
| 1992  | Saudade                                                   | 26                    | —                     | Paris ailleurs                        |
| 1992  | Des attractions désastre                                  | 25                    | —                     | Paris ailleurs                        |
| 1992  | Les Voyages immobiles                                     | 37                    | —                     | Paris ailleurs                        |
| 1993  | Mon manège à moi                                          | 4                     | —                     | Daholympia                            |
| 1996  | Tous les goûts sont dans ma nature (avec Jacques Dutronc) | 39                    | —                     | Brèves Rencontres                     |
| 1998  | Le Premier Jour (Du reste de ta vie)                      | 30                    | 22                    |                                       |
| 2001  | Rendez-vous à Vedra                                       | 71                    | —                     | Corps et Armes                        |
| 2001  | Comme un boomerang (avec Dani)                            | 6                     | 23                    | Daho Live                             |
| 2004  | If (avec Charlotte Gainsbourg)                            | 42                    | 21                    | Réévolution                           |
| 2013  | Les Chansons de l'innocence                               | 64                    | —                     | Les Chansons de l'innocence retrouvée |
| 2013  | La Peau dure                                              | 64                    | —                     | Les Chansons de l'innocence retrouvée |
| 2015  | Paris sens interdits                                      | 84                    | —                     | L'Homme qui marche                    |
| 2017  | Les Flocons de l'été                                      | 9                     | —                     | Blitz                                 |
| 2018  | Le Jardin                                                 | 74                    | —                     | Blitz                                 |
| 2018  | Après le blitz                                            | 99                    | —                     | Blitz                                 |
| 2018  | L'Étincelle                                               | 46                    | —                     | Blitz                                 |
| 2020  | Son silence en dit long                                   | 166                   | —                     | Surf                                  |

## Singles
- 1981 : Il ne dira pas
- 1982 : Le Grand Sommeil
- 1983 : Sortir ce soir
- 1984 : Week-end à Rome
- 1985 : Tombé pour la France
- 1986 : Épaule Tattoo
- 1987 : Duel au soleil
- 1988 : Bleu comme toi
- 1988 : Des heures hindoues
- 1988 : Carribean Sea
- 1988 : Stay With Me (Royaume-Uni)
- 1989 : Le grand sommeil (live)
- 1990 : Le Plaisir de perdre (live)
- 1991 : Saudade
- 1991 : Des attractions désastre
- 1991 : Les voyages immobiles
- 1991 : Comme un igloo
- 1991 : Un homme à la mer
- 1993 : Mon manège à moi
- 1995 : Tous les goûts sont dans ma nature (avec Jacques Dutronc)
- 1995 : Jungle Pulse
- 1995 : He's on the Phone (avec Saint Etienne)
- 1996 : Au commencement
- 1996 : Me manquer
- 1996 : Soudain
- 1996 : Les bords de Seine (avec Astrud Gilberto)
- 1998 : Le Premier Jour (du reste de ta vie)
- 1998 : Idéal
- 1998 : Sur mon cou (live)
- 2000 : Le Brasier
- 2000 : La Nage indienne
- 2000 : Rendez-vous à Védra
- 2000 : Ouverture
- 2001 : Comme un boomerang (avec Dani)
- 2003 : Retour à toi
- 2003 : If  (avec Charlotte Gainsbourg)
- 2003 : Réévolution
- 2005 : Sortir ce soir (version 2005)
- 2006 : Tombé pour la France (Fischerspooner's Remix)
- 2006 : Le Grand Sommeil (Sweetlight's Remix)
- 2007 : L'Invitation
- 2007 : Obsession
- 2007 : La vie continuera
- 2007 : L'adorer
- 2009 : Le Grand Sommeil (avec Katerine)
- 2011 : Amoureux solitaires (avec Calypso Valois)
- 2013 : Les Chansons de l'innocence
- 2013 : La peau dure
- 2014 : L'Homme qui marche
- 2014 : En surface
- 2014 : Soleil de minuit (live)
- 2015 : La Ville (avec Daniel Darc)
- 2015 : Paris sens interdits
- 2017 : Les Flocons de l'été
- 2018 : Le Jardin
- 2018 : Après le blitz
- 2018 : L'Étincelle
- 2021 : Virus X (Sage Rework)
- 2023 : Boyfriend
- 2023 : Tirer la nuit sur les étoiles (avec Vanessa Paradis)
- 2023 : Le Phare
- 2023 : Noël avec toi
- 2024 : Virus X (nouvelle version)
- 2024 : Les Derniers jours de pluies

## EP
- 1985 : Tombé pour la France
- 1995 : Reserection
- 2007 : Be My Guest Tonight
- 2008 : Daho Show EP (avec Air, Alain Bashung, Charlotte Gainsbourg, Elli Medeiros et Dani)
- 2010 : Pleased to Meet You  (avec Coming Soon, Jane Birkin, Camille et Katerine)
- 2018 : Welcome to the Club
- 2020 : Comateens versus Daho (avec Comateens)
- 2021 : The Virus X Experience
- 2021 : Il ne dira pas (Remixed & Revamped)

## Compilations de reprises
| Année | Album                         | Classement des ventes | Classement des ventes | Classement des ventes | Certification France |
| Année | Album                         | France                | Belgique              | Suisse                | Certification France |
| ----- | ----------------------------- | --------------------- | --------------------- | --------------------- | -------------------- |
| 2008  | Tombés pour Daho              | 114                   | —                     | —                     | —                    |
| 2015  | Pistes Noires (de préférence) | —                     | —                     | —                     | —                    |

## Vidéographie

### Concerts filmés
- 1987 : Une Nuit Satori à L'Olympia - VHS
- 1991 : Paris Ailleurs - VHS
- 1993 : Daholympia - VHS-Laserdisc
- 1998 : Intégrale des Clips - VHS-DVD
- 2001 : Daho Live - VHS-DVD
- 2005 : Sortir ce soir - DVD  Platine
- 2008 : An Evening with Daho - DVD
- 2009 : Daho Pleyel Paris - DVD - Blu-ray
- 2015 : Etienne Daho au KOKO Theatre de Londres - Arte
- 2019 : Basique, le concert. Etienne Daho, Le Liberté de Rennes, 21 décembre 2018 - France 2
- 2021 : Le condamné à mort avec Jeanne Moreau, concert au théâtre de Fourvière le 22 juin 2011 - DVD et Blu-ray

### Filmographie
- 1986 : Désordre d'Olivier Assayas : Jean-François
- 1987 : Jeux d'artifices de Virginie Thévenet : Etienne
- 1989 : Tant pis pour l'Idahoe de Bertrand Fèvre

### Bandes originales et chansons utilisées dans des films
- Tombé pour la France dans Mon bel amour, ma déchirure de José Pinheiro, 1986
- Soleil de minuit dans Désordre d'Olivier Assayas, 1987, prix de la critique au Festival de Venise, 1987
- Mythomane dans Fréquence meurtre d'Élisabeth Rappeneau, 1988
- Caribbean Sea dans Annabelle partagée de Francesca Comencini, 1991
- Blonde dans The Pillow Book de Peter Greenaway, 1996
- Quatre Hivers dans Tout contre Léo de Christophe Honoré, 2001
- Épaule Tattoo dans Absolutely Fabulous de Gabriel Aghion, 2001
- Week End à Rome dans L'Emploi du temps de Laurent Cantet, 2001
- Mon Manège à moi dans Irréversible de Gaspar Noé, 2002
- L'Été sans fin (ouverture) dans Les Corps impatients de Xavier Giannoli, 2003
- The Pleasure Song dans The L Word (série), 2003
- Des heures hindoues dans 7 ans de Jean-Pascal Hattu, 2007
- Étoiles et Revers dans Rien dans les poches de Marion Vernoux, 2008
- Le Premier Jour du reste de ta vie dans Le Premier Jour du reste de ta vie de Rémi Bezançon, 2008
- Mon manège à moi dans Le premier pas, court métrage de Jonathan Comnène, 2012
- L'Adorer dans Une histoire d'amour d'Hélène Fillières, 2013
- L'Homme qui marche dans Fading, court métrage de Sébastien Péretto, 2014
- En surface dans Le grand bal de Laetitia Carton, 2018

## Collaborations
- 1985 : duo sur Et si je m'en vais avant toi avec Françoise Hardy
- 1985 : texte de Cache-cache dans l'espace pour Lio et Jacky
- 1986 : texte de Mon avion et moi pour Jacky
- 1986 : texte de M'oublie pas pour Pauline Lafont
- 1986 : texte de White Dreams for BB pour Arnold Turboust
- 1986 : production du single Les Petits boudins pour Robert Farell
- 1987 : texte de Nirvana pour Tess
- 1987 : texte de Qui se soucie de nous pour l'album CQFD de Jacques Dutronc
- 1987 :  production du single de Dani Cette histoire commence, en face B: Mythomane (reprise)
- 1988 : production du single La Ville de Daniel Darc
- 1988 : participation à l'album Fire in the Mountain de Working Week ou il interprète en duo avec Julie Driscoll Waters Of The Moon.
- 1988 : participation à l'album Merge d'Arthur Baker ou il interprète Paris Sens Interdit.
- 1988 : composition de Laisse-moi rêver pour Françoise Hardy
- 1989 : duo sur Don't Leave Me This Way pour le film Tant pis pour l'Idaho avec Chris Isaak
- 1989 : texte de Francine's Song pour Arnold Turboust
- 1989 : production de l'album Three Months, Three Weeks & Two Days de Bill Pritchard
- 1989 : reprise de Don't Forget the Nite sur l'album Diversion
- 1990 : production de l'album Café des deux mondes des Valentins
- 1990 : production de l'album Des fleurs pour un caméléon de Lio
- 1991 : production du single  Quand tu es là pour Sylvie Vartan
- 1994 : production de l'album Faux Témoin de Jacno
- 1995 : participation à la bande originale du film de Peter Greenaway The Pillow Book
- 1995 : duo sur Tous les goûts sont dans ma nature avec Jacques Dutronc sur son album Brèves rencontres
- 1995 : production de quatre titres de l'album Genre humain de Brigitte Fontaine
- 1995 : participation au single He's On The Phone du groupe Saint Etienne
- 1995 : texte de Blonde  pour Guesch Patti pour l'album Blonde
- 1995 : texte de Le Premier de nous deux pour Sylvie Vartan
- 1996 : duo sur Sally Go Round The Roses et Sleep avec Comateens
- 1998 : texte et musique de L'Autre Moi pour Jane Birkin sur son album À la légère.
- 1998 : duo sur Eucalyptus avec Zazie pour l'album Ensemble.
- 1999 : duo sur Dis-lui toi que je t'aime à la soirée des Enfoirés avec  Vanessa Paradis
- 2000 : duo sur So Sad de l'album Clair-obscur de Françoise Hardy
- 2000 : duo sur Make Believe avec Vanessa Daou
- 2001 : texte et interprétation d' If sur l'album Laid Back Galerie de Ginger Ale
- 2002 : production et composition de The Pleasure Song sur l'album Kissin' Time de Marianne Faithfull
- 2003 : composition de trois titres: Ce n'est rien, Chanson pour un salaud et Générique pour l'album Dani de Dani
- 2003 : duo Les liens d'Eros avec Marianne Faithfull sur l'album Réévolution
- 2004 : duo sur L'Or et la Poussière avec Elsa sur son album De lave et de sève
- 2004 : duo sur La Grippe (Brigitte Fontaine/Jacques Higelin) avec Jane Birkin sur son album Rendez-vous
- 2006 : production de l'album E M d 'Elli Medeiros
- 2007 : duo sur I Can't Escape From You avec Alain Bashung
- 2008 : duo sur Je ne sens plus ton amour de l'album Toystore de Coralie Clément écrit et réalisé par Benjamin Biolay
- 2009 : duo sur Private Tortures avec Coming Soon
- 2009 : duo sur Rendez-vous au jardin des plaisirs avec Camille
- 2009 : duo sur Les Dessous chics avec Jane Birkin
- 2009 : duo sur Le Grand Sommeil avec Katerine
- 2010 : texte, musique et réalisation La Prisonnière pour Sylvie Vartan
- 2010 : texte Le Temps est assassin pour Charlotte Gainsbourg
- 2010 : featuring sur Week-end à Rome avec Vanessa Paradis réalisé par Nouvelle Vague pour l'album Couleurs sur Paris
- 2010 : duo live sur Tous les goûts sont dans ma nature avec Jacques Dutronc
- 2011 : participation au titre Baby Please sur l'album de Rococo Bedtime story
- 2011 : duo sur L'adorer avec Catherine Deneuve
- 2011 : duo sur Des heures hindoues avec Vanessa Paradis
- 2012 : duo sur The Only One avec Yan Wagner
- 2012 : production de l'album Places de Lou Doillon
- 2013 : duo L'Étrangère avec Debbie Harry
- 2013 : duo Les Lueurs matinales avec François Marry
- 2014 : duo Le Grand sommeil avec Lescop
- 2014 : duo En surface avec Dominique A
- 2015 : duo La Ville avec Daniel Darc (enregistré en 1988)
- 2015 : participation au titre Mortelle avec Bryce Dessner sur l'album de Rone Creatures
- 2016 : production d'une nouvelle version de Ce n'est rien, sous le titre Étoiles et Revers pour le best of de Dani La Nuit ne dure pas
- 2019 : participation au titre Remember avec Unloved sur l'album Heartbreak
- 2019 : Ici-bas sur l'album de Baum, Les Mélodies de Gabriel Fauré
- 2019 : duo À tes côtés avec Malik Djoudi
- 2019 : duo Petit Gars avec Christophe
- 2019 : duo La Ligne droite, reprise de Barbara et Georges Moustaki, sur la réédition de Bleue, album de Keren Ann
- 2019 : Le Vilain Petit Canard, d'après Hans Christian Andersen, raconté et adapté par Arnaud Valois, composé par Étienne Daho, Gallimard jeunesse
- 2019 : duo Luck sur l'album Rendez-vous Streets de (Bill) Pritchard & (Frédéric) Lo
- 2019 : duo One Blood Circle avec The Limiñanas, EP extrait de la bande originale du film Le Bel Été
- 2019 : réédition de l'album Three Months, Three Weeks & Two Days de Bill Pritchard, avec la version duo du titre Sometimes
- 2020 : duo avec Malik Djoudi sur l'album Remixes avec le titre Sous garantie (The Populists Italo Remix)
- 2020 : duo avec Jane Birkin sur l'album Oh! pardon tu dormais... avec le titre Oh! pardon tu dormais...
- 2020 : duo avec Thomas Dutronc sur l'album Frenchy (Deluxe Edition) avec le titre Partir quand même
- 2021 : duo avec Marquis sur l'album Aurora avec le titre Je n’écrirai plus si souvent
- 2021 : avec Italoconnection Virus X
- 2022 : participation au titre Love Experiment sur l'album The Pink Album du groupe Unloved
- 2022 :  chœurs sur le titre Daho, compilation Comme une Histoire de Vincent Delerm
- 2023 : duo avec Isabelle Adjani sur son album Adjani avec le titre Samouraï
- 2023 : participation à l'album Coeur Sacré, un hommage de Frédéric Lo à Daniel Darc, avec le titre Je suis déjà parti
- 2023 : direction artistique et duo live avec Jane Birkin sur l'album Oh! pardon tu dormais... le live avec le titre Oh! pardon tu dormais...

## Textes et partitions
- Satori Songs 1982-1986, Éditions Import diffusion music, 1986
- Songbook, Éditions Paul Beuscher, 1993
- Daho 22 hits, Éditions Import diffusion music, 2004
- L'Invitation, 11 titres, Éditions Paul Beuscher, 2007
- Partitions au feuillet, Éditions Capte Note
- Les Chansons de l'innocence retrouvée, Éditions Capte Note, 2014